# A0-s autópálya (Románia)
Az A0-s autópálya (másként Bukaresti körgyűrű, románul: Autostrada Centura București) egy tervezett romániai autópálya, amely Bukarestet fogja körbevenni. Déli és keleti része a TEN-T hálózat része.

## Története

### Déli szektor
2017 júliusában írták ki a déli szektor tervezésére és kivitelezésére vonatkozó versenypályázatokat, mely három szakaszban valósul meg. 2019 áprilisában alá írták a második és a harmadik szakasz tervezésére és kivitelezésére vonatkozó szerződéseket, majd 2019 augusztusában az első szakaszra vonatkozó szerződést. Az első és a második szakaszt a török Alsim Alarko, a harmadik szakaszt a görög Aktor kivitelezheti.
Az első, A2-es autópálya és a 902-es vasútvonal (Jilava) közötti 16,9 km-es szakasz eredeti kivitelezési határideje 2023-ban volt. Egy 6 km-es részét 2024 áprilisában, a fennmaradó részt júliusban adták át.
A második, a 902-es vasútvonal és a DN6-os főút közötti 16,3 km-es szakasznak is 2023-ban kellett volna elkészülnie. Egy 10 km-es részét (a DN5 és DN6 főutak között) 2023 decemberében adták át a forgalomnak. A fennmaradó rész 2024 áprilisában nyílt meg.
A harmadik, DN6 és A1-es autópálya közötti szakasz 17,97 km hosszú, a kivitelezés folyamatban van.
2024 februárjában Románia autópályáin 36 új csomópont előkészítését jelentették be. Ebből az A0 déli szektorán található Clinceni csomópont megvalósítására már kiírták a közbeszerzést.

### Északi szektor
Az északi szektor kivitelezése négy szakaszban történik. 
Utolsóként a Joița és Corbeanca közötti első szakasz tervezésére és kivitelezésére választották ki a vállalkozót; a kivitelezési szerződést 2023. szeptember 20-án írták alá.
A második szakasz részben (a DN1 és az A3 között) 2023-ban, teljes körűen pedig 2024 decemberében nyílt meg, a harmadik szakasz egy kis részével együtt.
Erre a szakaszra is több csomópontot terveznek utólag: Pantelimon (DN3), Ștefăneștii de Jos/Dascălu (DJ200).

### Sugárirányú bekötőutak
Az A0-t 10 sugárirányú bekötőúttal (drum radial) tervezik összekötni Bukaresttel, melyekhez összesen 7 új csomópontot is terveznek az autópálya-körgyűrűvel.

## Szakaszai
Az A0-s 2 fő szektorra osztható:
- A0 északi szektor: az A1-es autópálya és az A2-es autópálya között
- A0 déli szektor: az A2-es autópálya és A1-es autópálya között

A kilométer-számozás az A1-es autópályától indul az A3-as autópálya felé.